# Rougeotiana ruttelerona
Rougeotiana ruttelerona är en fjärilsart som beskrevs av Swinhoe 1894. Rougeotiana ruttelerona ingår i släktet Rougeotiana och familjen mätare. Inga underarter finns listade.